# Trực giao

Các đoạn thẳng AB và CD trực giao với nhau.

Trong toán học, trực giao là tổng quát hóa của khái niệm tính vuông góc trong lĩnh vực đại số tuyến tính về các dạng song tuyến tính. Hai phần tử u và v của một không gian vectơ với dạng song tuyến tính B là trực giao nếu B(u, v) = 0. Tùy vào dạng song tuyến tính, không gian vectơ có thể có vectơ khác không trực giao với chính nó. Trong trường hợp không gian hàm, họ các hàm trực giao được sử dụng để tạo ra cơ sở.
Mở rộng ra, khái niệm trực giao còn được dùng để chỉ sự tách biệt giữa các chức năng nhất định trong một hệ thống. Thuật ngữ cũng có ý nghĩa chuyên biệt trong nhiều ngành khác bao gồm nghệ thuật và hóa học.

## Toán học và vật lý

Tính trực giao và phép quay của các hệ tọa độ so với bên trái: không gian Euclid qua góc tròn ϕ, bên phải: trong không thời gian Minkowski qua góc hypebol ϕ (các đường màu đỏ có nhãn c biểu thị đường thế giới của tín hiệu ánh sáng, một vectơ là trực giao với chính nó nếu nó nằm trên đường này).

### Các định nghĩa
- Trong hình học, hai vectơ Euclid là trực giao nếu chúng vuông góc, tức nếu chúng tạo thành một tam giác vuông.
- Hai vectơ x và y trong không gian tích trong V là trực giao nếu tích trong của chúng {\displaystyle \langle x,y\rangle } bằng 0.[2] Quan hệ này được ký hiệu là {\displaystyle x\perp y}.
- Hai không gian vectơ con, A và B của một không gian tích trong V, được gọi là không gian con trực giao nếu mọi vectơ thuộc A trực giao với mọi vectơ thuộc B. Không gian con lớn nhất trực giao với một không gian con cho trước trong V được gọi là phần bù trực giao của nó.
- Cho một mô đun M và đối ngẫu của nó M*, một phần tử m' của M* và một phần tử m của M là trực giao nếu {\displaystyle \langle m,m'\rangle =0}. Hai tập hợp S′ ⊆ M∗ và S ⊆ M trực giao nếu mỗi phần tử của S′ trực giao với mỗi phần tử của S.[3]

Một tập hợp các vectơ trong một không gian tích trong được gọi là trực giao theo cặp nếu từng cặp vectơ là trực giao. Một tập như vậy gọi là tập trực giao.
Một không gian vectơ với một dạng song tuyến tính khái quát hóa trường hợp không gian tích trong. Khi dạng song tuyến tính áp dụng lên hai vectơ có kết quả bằng 0 thì chúng trực giao. Trường hợp với một mặt phẳng giả Euclid, khái niệm trực giao hypebol. Trong sơ đồ trên, các trục x′ and t′ trực giao hypebol với mọi ϕ cho trước.

### Không gian vectơ Euclid
Trong không gian Euclid, hai vectơ trực giao khi và chỉ khi tích vô hướng của chúng bằng 0, tức là chúng tạo thành một góc 90° (π/2 radian), hay khi một trong hai vectơ không. Vì vậy sự trực giao của các vectơ là sự mở rộng khái niệm tính vuông góc cho không gian với chiều bất kỳ.
Phần bù trực giao của một không gian con là không gian bao gồm các vectơ trực giao với mỗi vectơ trong không gian con đó. Trong một không gian vectơ Euclid ba chiều, phần bù trực giao của một đường thẳng qua gốc tọa độ là một mặt phẳng qua gốc tọa độ vuông góc với nó, và ngược lại.
Lưu ý rằng khái niệm hai mặt phẳng vuông góc trong hình học không tương ứng với phần bù trực giao, vì trong không gian ba chều một cặp vectơ trong đó mỗi vectơ đến từ một mặt phẳng trong hai mặt phẳng vuông góc, có thể tạo với nhau một góc bất kỳ.
Trong không gian Euclid bốn chiều, phần bù trực giao của một đường thẳng là một siêu phẳng và ngược lại, còn phần bù trực giao của một mặt phẳng cũng là một mặt phẳng.

### Ma trận trực giao
Trong đại số tuyến tính, một ma trận trực giao, hay ma trận trực chuẩn, là một ma trận vuông thực với các cột và hàng của nó là các vectơ trực chuẩn.
Còn có thể biểu diễn điều này như sau
{\displaystyle Q^{\mathrm {T} }Q=QQ^{\mathrm {T} }=I,}
với {\displaystyle Q^{\mathrm {T} }} là chuyển vị của Q và {\displaystyle I} là ma trận đơn vị.
Điều này dẫn đến đặc điểm sau: một ma trận Q là trực giao nếu chuyển vị của nó chính là nghịch đảo của nó:
{\displaystyle Q^{\mathrm {T} }=Q^{-1},}
với {\displaystyle Q^{-1}} là nghịch đảo Q.
Một ma trận trực giao Q thì luôn là ma trận khả nghịch (với nghịch đảo Q−1 = QT), unita (Q−1 = Q∗), với Q∗ là liên hợp Hermite (chuyển vị liên hợp) của Q, và vì vậy cũng là ma trận chuẩn tắc (Q∗Q = QQ∗) với các hệ số thực. Định thức của một ma trận trực giao bất kỳ là  +1 hoặc là −1. Dưới dạng biến đổi tuyến tính, một ma trận trực giao bảo toàn tích trong của các vectơ, và vì vậy là một phép đẳng cự (isometry) trên không gian Euclid, ví dụ như phép quay, phép đối xứng hay đối xứng quay. Nói cách khác nó là một biến đổi unita.

#### Ví dụ về ma trận trực giao
- {\displaystyle {\begin{bmatrix}1&0\\0&1\\\end{bmatrix}}\qquad ({\text{biến đổi đồng nhất}})}
- {\displaystyle {\begin{bmatrix}\cos \theta &-\sin \theta \\\sin \theta &\cos \theta \\\end{bmatrix}}={\begin{bmatrix}0.96&-0.28\\0.28&\;\;\,0.96\\\end{bmatrix}}\qquad ({\text{phép quay một góc }}16.26^{\circ })}
- {\displaystyle {\begin{bmatrix}1&0\\0&-1\\\end{bmatrix}}\qquad ({\text{phép đối xứng qua trục }}x{\text{-axis}})}
- {\displaystyle }
- {\displaystyle {\begin{bmatrix}0&0&0&1\\0&0&1&0\\1&0&0&0\\0&1&0&0\end{bmatrix}}\qquad ({\text{phép hoán vị các trục tọa độ}})}

### Hàm trực giao
Sử dụng tích phân, ta có thể sử dụng công thức sau để định nghĩa tích trong của hai hàm f và g so với hàm trọng số w trên một đoạn [a, b]:
{\displaystyle \langle f,g\rangle _{w}=\int _{a}^{b}f(x)g(x)w(x)\,dx.}
Trong trường hợp đơn giản, w(x) = 1.
Ta nói rằng hai hàm phân biệt f và g trực giao nếu tích trong của chúng (tức là giá trị của tích phân xác định trên) bằng 0:
{\displaystyle \langle f,g\rangle _{w}=0.}
Sự trực giao của hai hàm số đối với một tích trong không dẫn đến sự trực giao đối với một tích trong khác.
Ta có thể viết chuẩn đối với tích trong này như sau
{\displaystyle \|f\|_{w}={\sqrt {\langle f,f\rangle _{w}}}}
Các hàm trong một họ hàm {fi: i = 1, 2, 3,...} trực giao đối với w trên đoạn [a, b] nếu
{\displaystyle \langle f_{i},f_{j}\rangle _{w}=0\quad i\neq j.}
Các phần tử của một tập hợp hàm trực chuẩn đối với w trên đoạn [a, b] nếu
{\displaystyle \langle f_{i},f_{j}\rangle _{w}=\delta _{i,j},}
với
{\displaystyle \delta _{i,j}=\left\{{\begin{matrix}1,&&i=j\\0,&&i\neq j\end{matrix}}\right.}
là ký hiệu delta Kronecker. Nói cách khác, mỗi cặp của chúng (trừ các cặp ghép một hàm với chính nó) đều trực giao, và chuẩn của mỗi hàm đều bằng 1. Xem thêm cụ thể về đa thức trực giao.

### Các ví dụ
- Các vectơ (1, 3, 2)T, (3, −1, 0)T, (1, 3, −5)T  trực giao với nhau, bởi vì (1)(3) + (3)(−1) + (2)(0) = 0, (3)(1) + (−1)(3) + (0)(−5) = 0, và (1)(1) + (3)(3) + (2)(−5) = 0.
- Hai vectơ (1, 0, 1, 0,...)T và (0, 1, 0, 1,...)T trực giao. Tích vô hướng của chúng bằng 0. Vì vậy ta có thể tổng quát hóa để xét các vectơ trong Z2n:

{\displaystyle \mathbf {v} _{k}=\sum _{i=0 \atop ai+k<n}^{n/a}\mathbf {e} _{i}}
với một số nguyên dương bất kỳ a, và với 1 ≤ k ≤ a − 1, các vectơ có dạng trên là trực giao, ví dụ: {\displaystyle {\begin{bmatrix}1&0&0&1&0&0&1&0\end{bmatrix}}}, {\displaystyle {\begin{bmatrix}0&1&0&0&1&0&0&1\end{bmatrix}}}, {\displaystyle {\begin{bmatrix}0&0&1&0&0&1&0&0\end{bmatrix}}} trực giao.
- Các hàm 2t + 3 và 45t2 + 9t − 17 trực giao theo trọng số bằng đơn vị trên đoạn từ −1 đến 1:

{\displaystyle \int _{-1}^{1}\left(2t+3\right)\left(45t^{2}+9t-17\right)\,dt=0}
- Các hàm 1, sin(nx), cos(nx) với: n = 1, 2, 3,... trực giao với tích phân Riemann trên các đoạn [0, 2π], [−π, π], hay trên bất kỳ đoạn đóng nào với độ dài 2π. Đây là một kết quả quan trọng trong phân tích chuỗi Fourier.

#### Đa thức trực giao
Nhiều dãy đa thức được đặt tên theo các nhà toán học thời trước là dãy các đa thức trực giao. Ví dụ:
- Các đa thức Hermite trực giao theo trọng số phân phối Gauss với giá trị trung bình 0.
- Các đa thức Legendre trực giao theo phân phối đều trên đoạn [−1, 1].
- Các đa thức Laguerre trực giao theo phân phối mũ. Một cách khá tổng quát hơn, dãy các đa thức Laguerre trực giao theo phân phối gamma.
- Các đa thức Chebyshev loại một trực giao đối với đại lượng {\displaystyle 1/{\sqrt {1-x^{2}}}.}
- Các đa thức Chebyshev loại hai trực giao theo phân phối nửa đường tròn Wigner

#### Các trạng thái trực giao trong cơ học lượng tử
- Trong cơ học lượng tử, một điều kiện đủ (nhưng chưa phải cần) để hai trạng thái lượng tử riêng của một toán tử hermite {\displaystyle \psi _{m}} và {\displaystyle \psi _{n}} trực giao là chúng tương ứng với hai giá trị riêng khác nhau. Điều này nghĩa là, theo ký hiệu Dirac, {\displaystyle \langle \psi _{m}|\psi _{n}\rangle =0} nếu {\displaystyle \psi _{m}} và {\displaystyle \psi _{n}} tương ứng với hai giá trị riêng khác nhau. Điều này là bởi phương trình Schrödinger là một phương trình Sturm–Liouville hay các observable được cho bởi các toán tử hermite (theo công thức của Heisenberg).[cần dẫn nguồn]